# Kozo Masuda
Kozo Masuda (født 24. august 1934 i Tokyo, Japan - død 2006) var en japansk komponist, lærer, dirigent og professor.
Masuda studerede komposition på Kunitachi College of Music i Tokyo, og på Musikkonservatoriet i Paris og i Wien.
Han har skrevet en symfoni, orkesterværker, kammermusik, operaer, vokalværker, teatermusik, korværker etc.

## Udvalgte værker
- Symfoni i D dur (1977) - for orkester
- Sinfonietta (1986) - for orkester
- "Forårets jomfru" - for kvindekor
- "Yamaji (Bjergvej)" (1980) - for shakuhachi og koto